# Withius angolensis
Withius angolensis es una especie de arácnido del orden Pseudoscorpionida de la familia Withiidae.

## Distribución geográfica
Se encuentra en Angola y en la República Democrática del Congo.